# Dimitri Szarzewski
Dimitri Szarzewski (Narbona, 26 gennaio 1983) è un ex rugbista a 15 francese, che ricopriva il ruolo di tallonatore. Nella sua carriera ha ottenuto 83 presenze nella Francia, con cui ha giocato la finale persa della Coppa del Mondo di rugby 2011.

## Biografia
Cresciuto rugbisticamente a Cuxac-d'Aude, Szarzewski, soprannominato lo Zar per via dell'origine est europea della sua famiglia, esordì in campionato con il Béziers nella stagione 2002-03.
Nel 2004 prese parte al tour della Nazionale francese in Nordamerica, nel corso del quale esordì a livello internazionale, contro il Canada.
Ha disputato tutti i tornei del Sei Nazioni dal 2005 in poi, vincendo quello del 2006, del 2008 e 2010 (quest'ultimo con il Grande Slam), e le coppe del Mondo del 2007 (4º posto finale) e 2011 (finalista).
Dal 2005 fino al 2012 ha militato tra i parigini dello Stade français, club con il quale si è laureato campione francese nel 2007. Dal 2012 gioca con il Racing Métro.

## Palmarès
- Campionati francesi: 2
Stade français: 2006-07
Racing Métro 92: 2015-16